# Puerto Montt
Puerto Montt er en by og en kommune i Chile. Den er hovedby i Los Lagos-regionen og i Llanquihue-provinsen. Byen har 192.473 indbyggere, og kommunen har 218.858 indbyggere, og den ligger 1055 km syd for landets hovedstad, Santiago. Puerto Montt er en havneby, der ligger ved Reloncaví-sundet.
Byen blev grundlagt så sent som i 1853 under navnet Melipulli under den store tyske kolonisering af det sydlige Chile. Puerto Montt voksede sig snart stor på bekostning af en række nabobyer på grund af sin strategiske placering ved den sydlige ende af den centrale dal i landet og som en port til Chiloé-øhavet, Llanquihue- og Nahuel Huapi-søen samt det vestlige Patagonien.
Byen er i økonomisk henseende især kendt for sin lakseproduktion og har været afgørende for Chiles position som den næststørste leverandør af laks op gennem 1990'erne og 2000'erne. Imidlertid blev byen ramt af den krise i produktionen, der opstod i slutningen af 2000'erne som følge af fremkomsten af en smitsom sygdom, og krisen gav problemer for en lokal økonomi, der ensidigt havde satset på én branche; der opstod, i hvert fald for en periode, en betydelig arbejdsløshed i området.
Kulturen i Puerto Montt er præget af traditioner fra Chiloé og den tyske koloni. Disse traditioner er dog efter det økonomiske opsving gennem de seneste 30 år blevet tilført elementer fra andre dele af Chile som følge af, at der flyttede folk fra hele landet til området for at få arbejde i lakseindustrien.

## Demografi
Ifølge folketællingen i 2012 har kommunen et areal på 1.673 km² og et indbyggertal på 218.858 (107.748 mænd og 111.110 kvinder), hvoraf 192.473 (87,9 %) boede i selve byen.

## Historie
Oprindeligt var området dækket af tæt skov og blev kaldt Melipulli (som betyder "fire bjerge" på mapuchernes sprog, mapudungun). Stedet blev udvalgt som adgangsvej til Llanquihue-søen, da man opdagede dens gode adgang til kysten. I sommeren 1851 ankom en ekspedition til området fra Chiloé, og man påbegyndte rydningen af skoven. Byen blev derpå officielt grundlagt 12. februar 1853, og den voksede sig snart stor som følge af ankomsten af en række tyske immigranter, som blev lokket til det sydlige Chile af tilskud fra regeringen, bevilget i 1848. Byen fik derpå navn efter Manuel Montt, der var præsident 1851-1861, og som stod bag tilgangen af tyskerne.
I 1969 fandt en episode sted i Puerto Montt, hvor otte mennesker blev dræbt ved en politiaktion. Sagen var, at omkring 90 hjemløse personer efter anbefaling fra et socialistisk parlamentsmedlem, Luis Espinoza, havde slået sig ned på et stykke land, der tilhørte en fraværende godsejer. I første omgang fik de lov til at opføre huse på området, men efter nogle dage blev Espinoza anklaget for lovbrud og arresteret, og derpå skiftede stemningen i byen, så de lokale myndigheder satte 250 bevæbnede politifolk til at stoppe opførelsen af husene. I den forbindelse åbnede de ild og dræbte nogle af de hjemløse, lige som de brændte de huse ned, der var under opførelse.
Episoden fik stor betydning ved præsidentvalget det følgende år, hvor Sebastian Frei tabte til socialisten Salvador Allende. Sangeren og sangskriveren Victor Jara skrev en sang om episoden med titlen "Preguntas por Puerto Montt".

## Klima
Puerto Montt har kystklima med kraftigt regnfald store dele af året og kun korte tørre perioder om sommeren. Selv om temperaturerne generelt er lave, er der dog sjældent frost om vinteren.
```

```